# Religia w Wielkiej Brytanii
Religie w Wielkiej Brytanii (ARDA, 2015)
     Anglikanizm (37.9%)
     Inni protestanci (10.0%)
     Katolicyzm (8.7%)
     Pozostali chrześcijanie (3.2%)
     Islam (5.1%)
     Inne religie (3.5%)
     Niezrzeszeni (29.7%)
     Nieznane (1.7%)

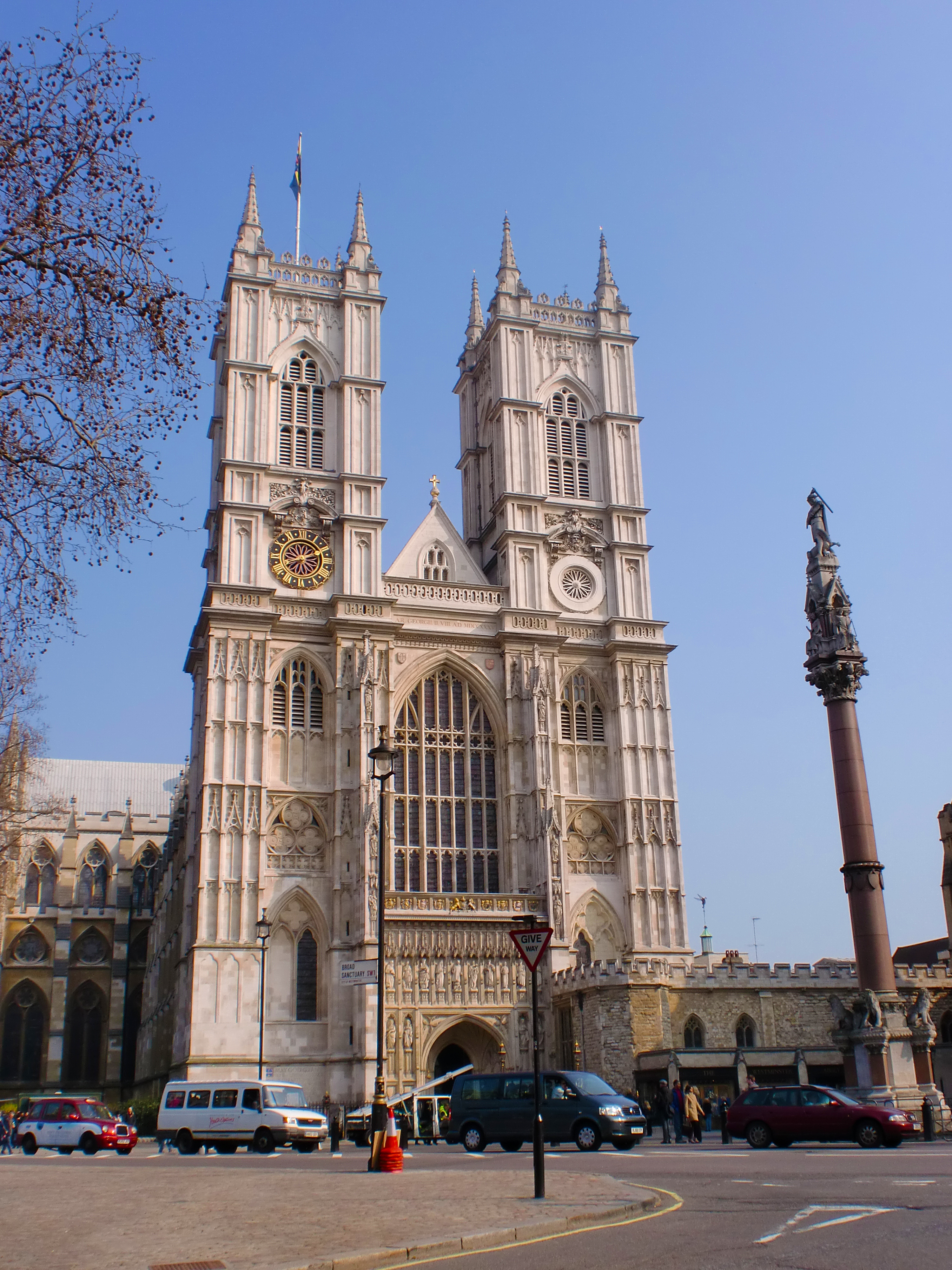
Opactwo westminsterskie w Londynie będące miejscem koronacji królów

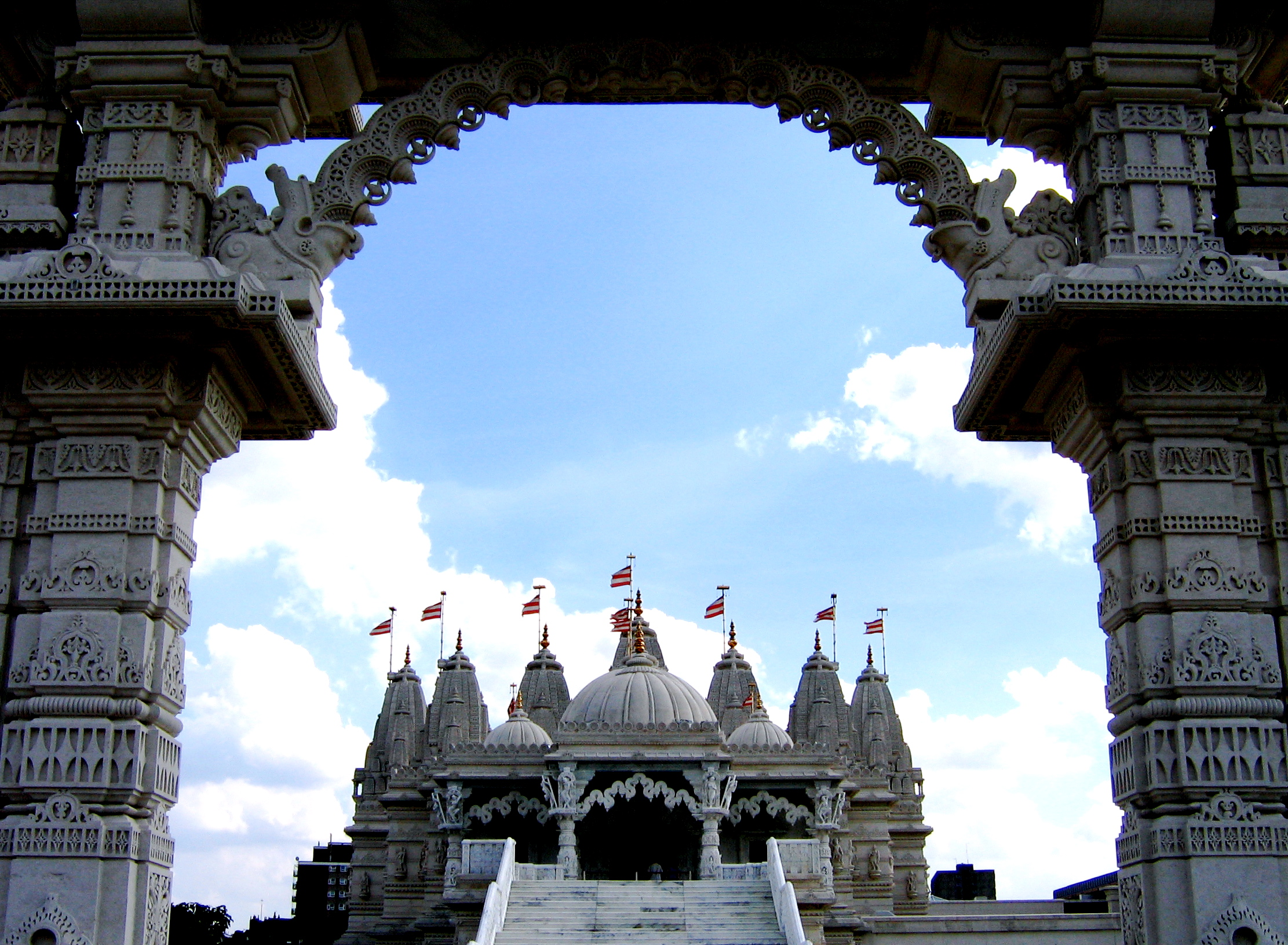
Świątynia hinduistyczna w Neasden

Religia w Wielkiej Brytanii – oraz w krajach, które ją poprzedzały została zdominowana od ponad 1400 lat przez różne odłamy chrześcijaństwa. Według spisu powszechnego w 2011 roku, większość obywateli identyfikuje się z chrześcijaństwem (59,5%), chociaż regularne uczęszczanie do kościoła drastycznie spadło od połowy XX wieku, a imigracja i zmiany demograficzne przyczyniły się do rozwoju innych wyznań, głównie islamu (5,0%), a także: hinduizmu (1,5%), sikhizmu (0,8%), judaizmu (0,5%) i buddyzmu (0,45%). 25,7% Brytyjczyków zdeklarowało bezwyznaniowość lub ateizm, a 7,3% nie określiło swej przynależności religijnej.
Katolicyzm pozostał dominującą formą chrześcijaństwa w całym średniowieczu do czasu protestanckiej angielskiej reformacji w 1534 roku, kiedy to został ustanowiony niezależny Kościół Anglii. Odrębnie miała miejsce szkocka reformacja w XVI wieku, kiedy został ustanowiony narodowy prezbiteriański Kościół Szkocji.
Według najnowszego sondażu Eurobarometru z 2010 roku odpowiedzi mieszkańców Wielkiej Brytanii na pytania w sprawie wiary były następujące:
- 37% – „Wierzę w istnienie Boga”,
- 33% – „Wierzę w istnienie pewnego rodzaju ducha lub siły życiowej”,
- 25% – „Nie wierzę w żaden rodzaj ducha, Boga lub siły życiowej”.

W latach 2015–2017 badania przeprowadzone przez Pew Forum dały następujące wyniki:
- Wielka Brytania jest 29. najbardziej religijnym spośród 34 krajów europejskich,
- 11% w Wielkiej Brytanii to osoby wysoce religijne,
- 10% twierdzi, że religia jest bardzo ważna w ich życiu,
- 20% twierdzi, że uczestniczy w nabożeństwach co najmniej raz w miesiącu,
- 6% twierdzi, że codziennie się modli,
- 12% twierdzi, że wierzy w Boga z absolutną pewnością.

## Chrześcijaństwo
Według badań Brierley Consultancy frekwencja w kościołach, w latach 1980–2015, spadła z 6.484.300 do 3.081.500 (co odpowiada spadkowi z 11,8% do 5,0% populacji). Najniższy odsetek populacji uczęszczającej do kościoła ma Anglia – 4,7%, nieco poniżej Walii – 4,8%. W Szkocji wartość ta wynosi 8,9%.
Liczba członków poszczególnych kościołów chrześcijańskich w 2005 i 2020 roku:
| Wyznanie                                 | Liczba członków (2005) | Liczba członków (2020) | Zmiana (2005–2020) | Procent ludności (2020) |
| ---------------------------------------- | ---------------------- | ---------------------- | ------------------ | ----------------------- |
| anglikanizm                              | 1 536 879              | 1 241 695              | −19%               | 1,85%                   |
| katolicyzm                               | 1 667 463              | 1 128 800              | −32%               | 1,68%                   |
| pentekostalizm                           | 342 485                | 541 954                | +58%               | 0,81%                   |
| prawosławie                              | 315 810                | 514 585                | +63%               | 0,77%                   |
| prezbiterianizm                          | 918 073                | 455 367                | −50%               | 0,68%                   |
| mniejsze wyznania (np. Fresh expression) | 158 021                | 254 623                | +61%               | 0,38%                   |
| niezależni                               | 215 493                | 249 273                | +16%               | 0,37%                   |
| nowe kościoły                            | 187 872                | 234 155                | +25%               | 0,35%                   |
| metodyzm                                 | 294 819                | 176 160                | −40%               | 0,26%                   |
| baptyzm                                  | 207 777                | 174 873                | −16%               | 0,26%                   |

W 2021 roku liczba Świadków Jehowy w Wielkiej Brytanii wyniosła 140 094 głosicieli.